# Pismo syngaleskie

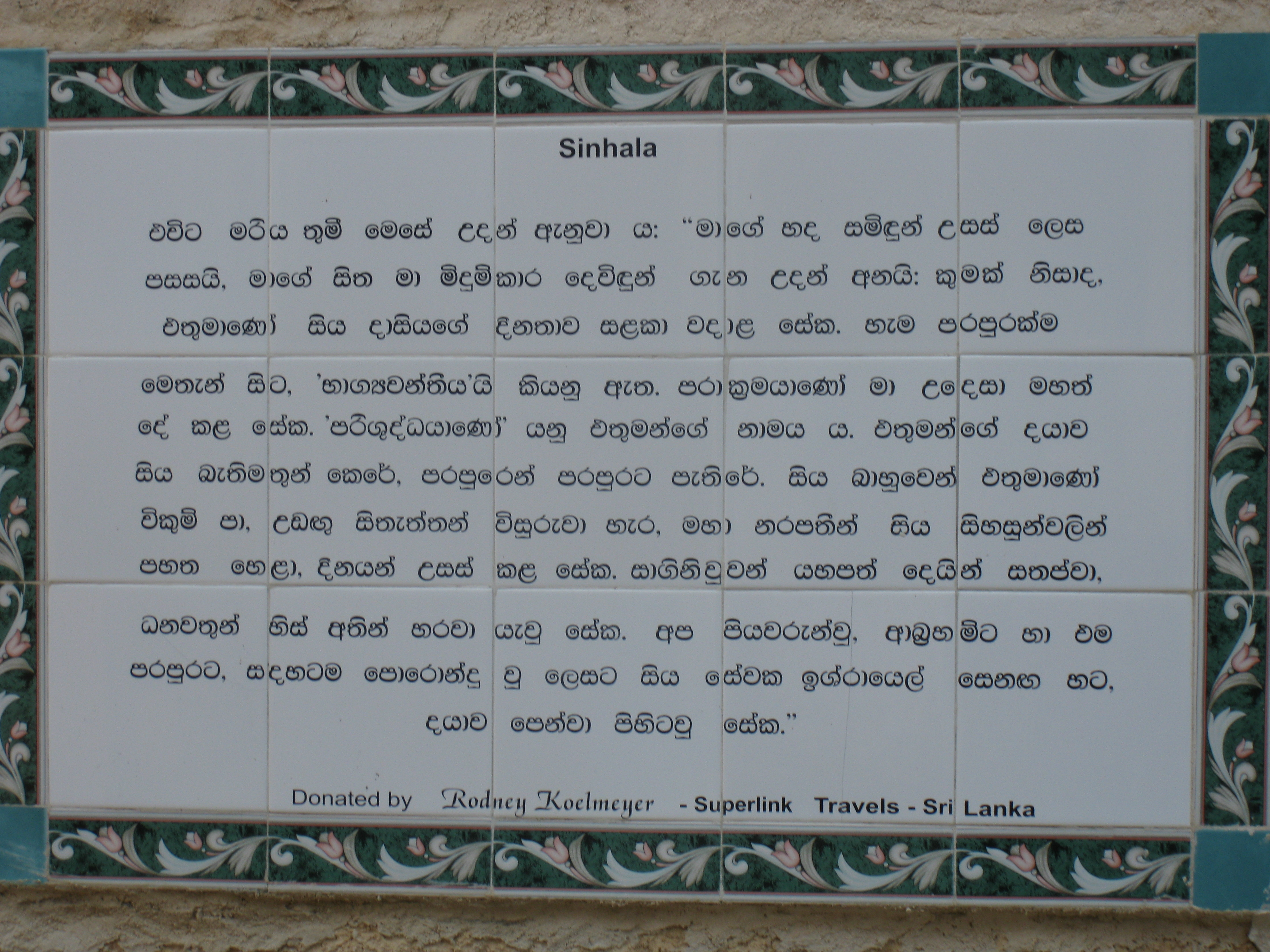
Tekst w piśmie syngaleskim

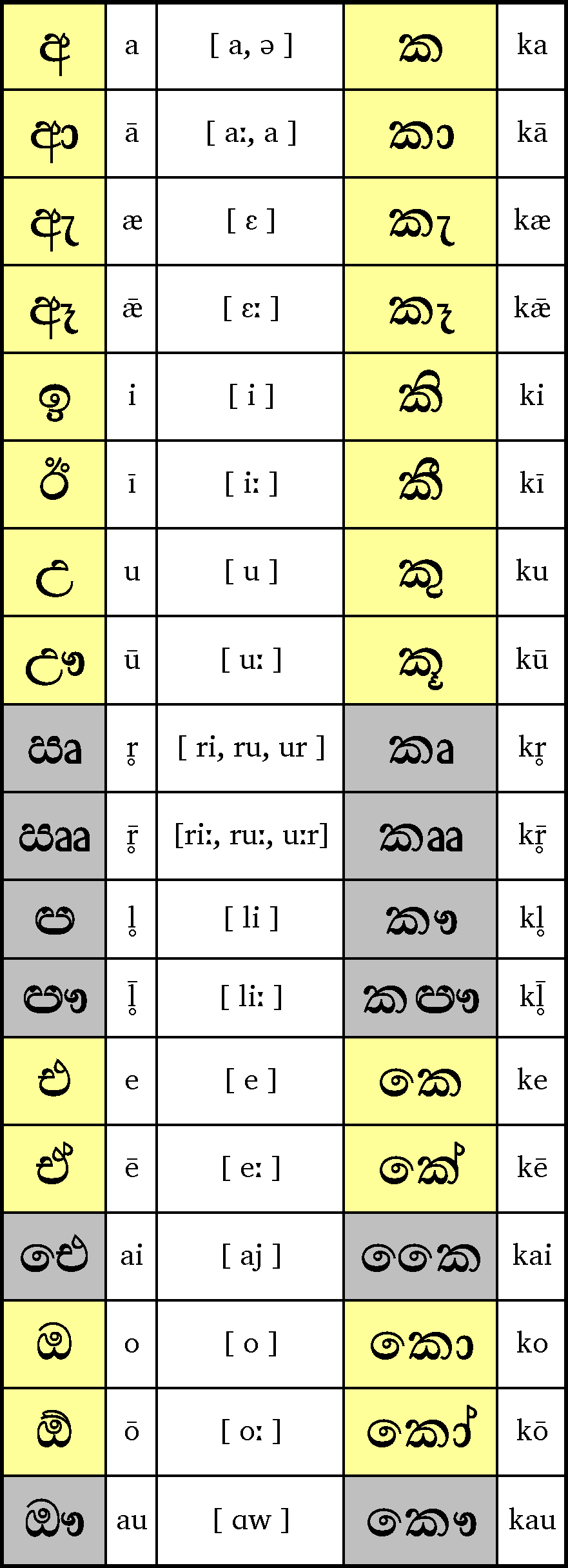
Sposób zapisu sylab w alfabecie syngaleskim na przykładzie litery „ka”

Pismo syngaleskie, pismo sinhala – alfabet sylabiczny używany do zapisu języka syngaleskiego na Cejlonie. Na Sri Lance służy również do zapisu buddyjskich tekstów w języku pali.

## Historia
Pismo syngaleskie wywodzi się pośrednio ze starożytnego indyjskiego pisma brahmi, poprzez pismo grantha i stąd podobne jest do innych pism południowo-indyjskich, zwłaszcza malajalam i tamilskiego.

## Charakterystyka
Podobnie jak w innych abugidach, podstawowym elementem alfabetu sinhala jest spółgłoska z inherentną samogłoską „a”. Inne samogłoski zaznacza się odpowiednimi znakami diakrytycznymi. Istnieje 16 znaków samogłoskowych i 42 znaki do zapisu spółgłosek. Istnieją również grafemy oznaczające czyste samogłoski, występujące w nagłosie. Znaki podzielone są na dwie części: elu hodiya, zwany także suddha sinhala (czysto syngaleskie) wystarczające do zapisywania słów pochodzenia syngaleskiego, zaś w przeszłości klasycznego języka syngaleskiego, zwanego elu, stąd nazwa, oraz misra hodiya (dosłownie „alfabet mieszany”) z dodatkowymi znakami do zapisywania dźwięków występujących w sanskrycie i pali. Dotyczy to zwłaszcza spółgłosek przydechowych, nie występujących w języku syngaleskim.